# Liste des membres de la IIe Assemblée galloise

Composition de la IIe Assemblée galloise par groupes politiques au 7 mai 2003.
Plaid Cymru : 12 sièges
Parti travailliste : 30 sièges
Démocrates libéraux : 6 sièges
Conservateurs : 11 sièges
Non-inscrit : 1 siège

Cet article dresse, par ordre alphabétique, la liste des membres de la IIe Assemblée galloise, ouverte le 2 mai 2003 et dissoute le 2 mai 2007.
Les membres de l’Assemblée (Assembly Members en anglais et Aelodau’r Cynulliad en gallois) sont majoritairement élus à l’occasion des deuxièmes élections tenues le 1er mai 2003. À la suite d’un décès, un seul siège laissé vacant est pourvu par le vainqueur de l’élection partielle organisée dans la circonscription concernée.

## Groupes
| Groupe (appellations en anglais et en gallois) | Groupe (appellations en anglais et en gallois)                                         | Statut vis-à-vis du cabinet | Statut vis-à-vis du cabinet |
| Groupe (appellations en anglais et en gallois) | Groupe (appellations en anglais et en gallois)                                         | Position                    | Période                     |
| ---------------------------------------------- | -------------------------------------------------------------------------------------- | --------------------------- | --------------------------- |
|                                                | Parti travailliste gallois Welsh Labour / Llafur Cymru                                 | Participation - (I - II)    | 2003-2007                   |
|                                                | Plaid Cymru The Party of Wales / Plaid Cymru                                           | Opposition                  | 2003-2007                   |
|                                                | Conservateurs gallois Welsh Conservatives / Y Ceidwadwyr Cymreig                       | Opposition                  | 2003-2007                   |
|                                                | Démocrates libéraux gallois Welsh Liberal Democrats / Y Democratiaid Rhyddfrydol Cymru | Participation (I)           | 2003                        |
| Opposition                                     | Démocrates libéraux gallois Welsh Liberal Democrats / Y Democratiaid Rhyddfrydol Cymru | 2003-2007                   |                             |

## Liste
| Membre               | Membre             | Modalités d’élection                    | Modalités d’élection | Modalités d’élection | Parti | Parti               | Mandat                     |
| Identité             | Date de naissance  | Division électorale                     | Type                 | Date                 | Parti | Parti               | Mandat                     |
| -------------------- | ------------------ | --------------------------------------- | -------------------- | -------------------- | ----- | ------------------- | -------------------------- |
| Leighton Andrews ,   | 11 août 1957       | Rhondda                                 | Circonscription      | 1er mai 2003         |       | Parti travailliste  | 2 mai 2003 — 2 mai 2007    |
| Lorraine Barrett ,   | 18 mars 1950       | Cardiff South and Penarth               | Circonscription      | 6 mai 1999           |       | Parti travailliste  | 2 mai 2003 — 2 mai 2007    |
| Mick Bates ,         | 24 septembre 1947  | Montgomeryshire                         | Circonscription      | 6 mai 1999           |       | Démocrates libéraux | 2 mai 2003 — 2 mai 2007    |
| Peter Black ,        | 30 janvier 1960    | South Wales West                        | Région               | 6 mai 1999           |       | Démocrates libéraux | 2 mai 2003 — 2 mai 2007    |
| Nick Bourne ,        | 1er janvier 1952   | Mid and West Wales                      | Région               | 6 mai 1999           |       | Conservateurs       | 2 mai 2003 — 2 mai 2007    |
| Eleanor Burnham ,    | 17 avril 1951      | North Wales                             | Région               | 22 mars 2001         |       | Démocrates libéraux | 2 mai 2003 — 2 mai 2007    |
| Rosemary Butler ,    | 21 janvier 1943    | Newport West                            | Circonscription      | 6 mai 1999           |       | Parti travailliste  | 2 mai 2003 — 2 mai 2005    |
| Alun Cairns ,        | 30 juillet 1970    | South Wales West                        | Région               | 6 mai 1999           |       | Conservateurs       | 2 mai 2003 — 2 mai 2007    |
| Christine Chapman ,  | 7 avril 1956       | Cynon Valley                            | Circonscription      | 6 mai 1999           |       | Parti travailliste  | 2 mai 2003 — 2 mai 2007    |
| Jeff Cuthbert ,      | 4 juin 1948        | Caerphilly                              | Circonscription      | 1er mai 2003         |       | Parti travailliste  | 2 mai 2003 — 2 mai 2007    |
| Jane Davidson ,      | 19 mars 1957       | Pontypridd                              | Circonscription      | 6 mai 1999           |       | Parti travailliste  | 2 mai 2003 — 2 mai 2007    |
| Andrew Davies ,      | 5 mai 1952         | Swansea West                            | Circonscription      | 6 mai 1999           |       | Parti travailliste  | 2 mai 2003 — 2 mai 2007    |
| David Davies ,       | 27 juillet 1970    | Monmouth                                | Circonscription      | 6 mai 1999           |       | Conservateurs       | 2 mai 2003 — 2 mai 2007    |
| Glyn Davies ,        | 16 février 1944    | Mid and West Wales                      | Région               | 6 mai 1999           |       | Conservateurs       | 2 mai 2003 — 2 mai 2007    |
| Janet Davies ,       | 29 mai 1939        | South Wales West                        | Région               | 6 mai 1999           |       | Plaid               | 2 mai 2003 — 2 mai 2007    |
| Jocelyn Davies ,     | 18 juin 1959       | South Wales East                        | Région               | 6 mai 1999           |       | Plaid               | 2 mai 2003 — 2 mai 2007    |
| Tamsin Dunwoody ,    | 3 septembre 1958   | Preseli Pembrokeshire                   | Circonscription      | 1er mai 2003         |       | Parti travailliste  | 2 mai 2003 — 2 mai 2007    |
| Dafydd Elis-Thomas , | 18 octobre 1946    | Meirionnydd Nant Conwy                  | Circonscription      | 6 mai 1999           |       | Plaid               | 2 mai 2003 — 2 mai 2007    |
| Sue Essex ,          | 29 août 1945       | Cardiff North                           | Circonscription      | 6 mai 1999           |       | Parti travailliste  | 2 mai 2003 — 2 mai 2007    |
| Lisa Francis ,       | 29 novembre 1960   | Mid and West Wales                      | Région               | 1er mai 2003         |       | Conservateurs       | 2 mai 2003 — 2 mai 2007    |
| Mike German ,        | 8 mai 1945         | South Wales East                        | Région               | 6 mai 1999           |       | Démocrates libéraux | 2 mai 2003 — 2 mai 2007    |
| Brian Gibbons ,      | 25 août 1950       | Aberavon                                | Circonscription      | 6 mai 1999           |       | Parti travailliste  | 2 mai 2003 — 2 mai 2007    |
| William Graham ,     | 18 novembre 1949   | South Wales East                        | Région               | 6 mai 1999           |       | Conservateurs       | 2 mai 2003 — 2 mai 2007    |
| Janice Gregory ,     | 10 janvier 1955    | Ogmore                                  | Circonscription      | 6 mai 1999           |       | Parti travailliste  | 2 mai 2003 — 2 mai 2007    |
| John Griffiths ,     | 19 décembre 1956   | Newport East                            | Circonscription      | 6 mai 1999           |       | Parti travailliste  | 2 mai 2003 — 2 mai 2007    |
| Christine Gwyther ,  | 9 août 1959        | Carmarthen West and South Pembrokeshire | Circonscription      | 6 mai 1999           |       | Parti travailliste  | 2 mai 2003 — 2 mai 2007    |
| Edwina Hart ,        | 26 avril 1957      | Gower                                   | Circonscription      | 6 mai 1999           |       | Parti travailliste  | 2 mai 2003 — 2 mai 2007    |
| Jane Hutt ,          | 15 décembre 1949   | Vale of Glamorgan                       | Circonscription      | 6 mai 1999           |       | Parti travailliste  | 2 mai 2003 — 2 mai 2007    |
| Mark Isherwood ,     | 21 janvier 1959    | North Wales                             | Région               | 1er mai 2003         |       | Conservateurs       | 2 mai 2003 — 2 mai 2007    |
| Irene James ,        | 1952               | Islwyn                                  | Circonscription      | 1er mai 2003         |       | Parti travailliste  | 2 mai 2003 — 2 mai 2007    |
| Alun Ffred Jones ,   | 29 octobre 1949    | Caernarfon                              | Circonscription      | 1er mai 2003         |       | Plaid               | 2 mai 2003 — 2 mai 2007    |
| Ann Jones ,          | 4 novembre 1953    | Vale of Clwyd                           | Circonscription      | 6 mai 1999           |       | Parti travailliste  | 2 mai 2003 — 2 mai 2007    |
| Carwyn Jones ,       | 21 mars 1967       | Bridgend                                | Circonscription      | 6 mai 1999           |       | Parti travailliste  | 2 mai 2003 — 2 mai 2007    |
| Denise Idris Jones , | 7 décembre 1950    | Conwy                                   | Circonscription      | 1er mai 2003         |       | Parti travailliste  | 2 mai 2003 — 2 mai 2007    |
| Elin Jones ,         | 1er septembre 1966 | Ceredigion                              | Circonscription      | 6 mai 1999           |       | Plaid               | 2 mai 2003 — 2 mai 2007    |
| Helen Mary Jones ,   | 29 juin 1960       | Mid and West Wales                      | Région               | 1er mai 2003         |       | Plaid               | 2 mai 2003 — 2 mai 2007    |
| Ieuan Wyn Jones ,    | 22 mai 1949        | Ynys Môn                                | Circonscription      | 6 mai 1999           |       | Plaid               | 2 mai 2003 — 2 mai 2007    |
| Laura Anne Jones ,   | 21 février 1979    | South Wales East                        | Région               | 1er mai 2003         |       | Conservateurs       | 2 mai 2003 — 2 mai 2007    |
| Peter Law ,          | 1er avril 1948     | Blaenau Gwent                           | Circonscription      | 6 mai 1999           |       | Non-inscrit         | 2 mai 2003 — 25 avril 2006 |
| Trish Law ,          | 17 mars 1954       | Blaenau Gwent                           | Circonscription      | 29 juin 2006         |       | Non-inscrit         | 30 juin 2006 — 2 mai 2007  |
| Huw Lewis ,          | 17 janvier 1964    | Merthyr Tydfil and Rhymney              | Circonscription      | 6 mai 1999           |       | Parti travailliste  | 2 mai 2003 — 2 mai 2007    |
| David Lloyd ,        | 2 décembre 1956    | South Wales West                        | Région               | 6 mai 1999           |       | Plaid               | 2 mai 2003 — 2 mai 2007    |
| Val Lloyd ,          | 16 novembre 1943   | Swansea East                            | Circonscription      | 27 septembre 2001    |       | Parti travailliste  | 2 mai 2003 — 2 mai 2007    |
| John Marek ,         | 24 décembre 1940   | Wrexham                                 | Circonscription      | 6 mai 1999           |       | Non-inscrit         | 2 mai 2003 — 2 mai 2007    |
| David Melding ,      | 28 août 1962       | South Wales Central                     | Région               | 6 mai 1999           |       | Conservateurs       | 2 mai 2003 — 2 mai 2007    |
| Sandy Mewies ,       | 16 février 1950    | Delyn                                   | Circonscription      | 1er mai 2003         |       | Parti travailliste  | 2 mai 2003 — 2 mai 2007    |
| Jonathan Morgan ,    | 12 novembre 1974   | South Wales Central                     | Région               | 6 mai 1999           |       | Conservateurs       | 2 mai 2003 — 2 mai 2007    |
| Rhodri Morgan ,      | 29 septembre 1939  | Cardiff West                            | Circonscription      | 6 mai 1999           |       | Parti travailliste  | 2 mai 2003 — 2 mai 2007    |
| Lynne Neagle ,       | 18 janvier 1968    | Torfaen                                 | Circonscription      | 6 mai 1999           |       | Parti travailliste  | 2 mai 2003 — 2 mai 2007    |
| Alun Pugh ,          | 9 juin 1955        | Clwyd West                              | Circonscription      | 6 mai 1999           |       | Parti travailliste  | 2 mai 2003 — 2 mai 2007    |
| Jenny Randerson ,    | 26 mai 1948        | Cardiff Central                         | Circonscription      | 6 mai 1999           |       | Démocrates libéraux | 2 mai 2003 — 2 mai 2007    |
| Janet Ryder ,        | 21 juin 1955       | North Wales                             | Région               | 6 mai 1999           |       | Plaid               | 2 mai 2003 — 2 mai 2007    |
| Carl Sargeant ,      | 27 juillet 1968    | Alyn and Deeside                        | Circonscription      | 1er mai 2003         |       | Parti travailliste  | 2 mai 2003 — 2 mai 2007    |
| Karen Sinclair ,     | 20 novembre 1952   | Clwyd South                             | Circonscription      | 6 mai 1999           |       | Parti travailliste  | 2 mai 2003 — 2 mai 2007    |
| Catherine Thomas ,   | 1963               | Llanelli                                | Circonscription      | 1er mai 2003         |       | Parti travailliste  | 2 mai 2003 — 2 mai 2007    |
| Gwenda Thomas ,      | 22 janvier 1942    | Neath                                   | Circonscription      | 6 mai 1999           |       | Parti travailliste  | 2 mai 2003 — 2 mai 2007    |
| Owen John Thomas ,   | 3 octobre 1939     | South Wales Central                     | Région               | 6 mai 1999           |       | Plaid               | 2 mai 2003 — 2 mai 2007    |
| Rhodri Glyn Thomas , | 11 avril 1953      | Carmarthen East and Dinefwr             | Circonscription      | 6 mai 1999           |       | Plaid               | 2 mai 2003 — 2 mai 2007    |
| Brynle Williams ,    | 9 janvier 1949     | North Wales                             | Région               | 1er mai 2003         |       | Conservateurs       | 2 mai 2003 — 2 mai 2007    |
| Kirsty Williams ,    | 19 mars 1971       | Brecon and Radnorshire                  | Circonscription      | 6 mai 1999           |       | Démocrates libéraux | 2 mai 2003 — 2 mai 2007    |
| Leanne Wood ,        | 13 décembre 1971   | South Wales Central                     | Région               | 1er mai 2003         |       | Plaid               | 2 mai 2003 — 2 mai 2007    |

## Doyenne et benjamine de l’Assemblée
Âgée de 63 ans, 11 mois et 3 jours, Janet Davies est le doyenne de l’Assemblée (Dean of the Assembly) à l’entrée en fonction de la mandature. À 24 ans, 2 mois et 11 jours, Laura Jones en est la benjamine (Baby of the Assembly).